# Дильмеж
Дильмеж (устар. Дылмеш) — река в России, протекает по Ленскому району Архангельской области. Устье реки находится в 8 км по левому берегу реки Ленка. Длина реки составляет 20 км. Высота устья — 61,7 м над уровнем моря.
Имеет левые притоки — реки Явож и Малый Дильмеж.

## Данные водного реестра
По данным государственного водного реестра России относится к Двинско-Печорскому бассейновому округу, водохозяйственный участок реки — Вычегда от города Сыктывкар и до устья, речной подбассейн реки — Вычегда. Речной бассейн реки — Северная Двина.
Код объекта в государственном водном реестре — 03020200212103000023801.